# Municipio de Burlington (condado de Lapeer)
El municipio de Burlington (en inglés: Burlington Township) es una subdivisión administrativa del condado de Lapeer, Míchigan, Estados Unidos. Según el censo de 2020, tiene una población de 1414 habitantes.

## Geografía
La localidad está ubicada en las coordenadas 43°16′44″N 83°10′16″O / 43.27889, -83.17111. Según la Oficina del Censo de los Estados Unidos, el municipio tiene una superficie total de 92.24 km², de la cual 90.62 km² corresponden a tierra firme y (1.76%) 1.62 km² es agua.

## Demografía
Según el censo de 2020, hay 1414 personas residiendo en la localidad. La densidad de población es de 15,60 hab./km². El 94.9% son blancos, el 0.4% son afroamericanos, el 0.8% son amerindios, el 0.07% es asiático, el 0.8% son de otras razas y el 3% son de dos o más razas. Del total de la población, el 2.9% son hispanos o latinos de cualquier raza.